# Julian Creus
Pour les articles homonymes, voir Creus.
Julian Creus (né le 30 juin 1917 à Liverpool et mort le 9 septembre 1992 à Granville) est un haltérophile britannique. Il participe à trois reprises aux Jeux olympiques (1948, 1952 et 1956). En 1948, il remporte la médaille d'argent dans la catégorie des poids coqs. En 1952, il termine à la neuvième place et en 1956, à la onzième.

## Palmarès

### Jeux olympiques
- Jeux olympiques de 1948 à Londres
  -  Médaille d'argent en moins de 56 kg

### Championnats du monde
- 1950 à Paris
  -  Médaille de bronze en moins de 60 kg
- 1951 à Milan
  -  Médaille de bronze en moins de 60 kg

### Jeux de l'Empire britannique
- 1950 à Auckland
  -  Médaille d'argent en moins de 60 kg

### Championnats d'Europe
- 1948 à Londres
  -  Médaille d'or en moins de 56 kg
- 1950 à Paris
  -  Médaille d'argent en moins de 60 kg
- 1951 à Milan
  -  Médaille d'argent en moins de 60 kg